# Manfred Schüttengruber

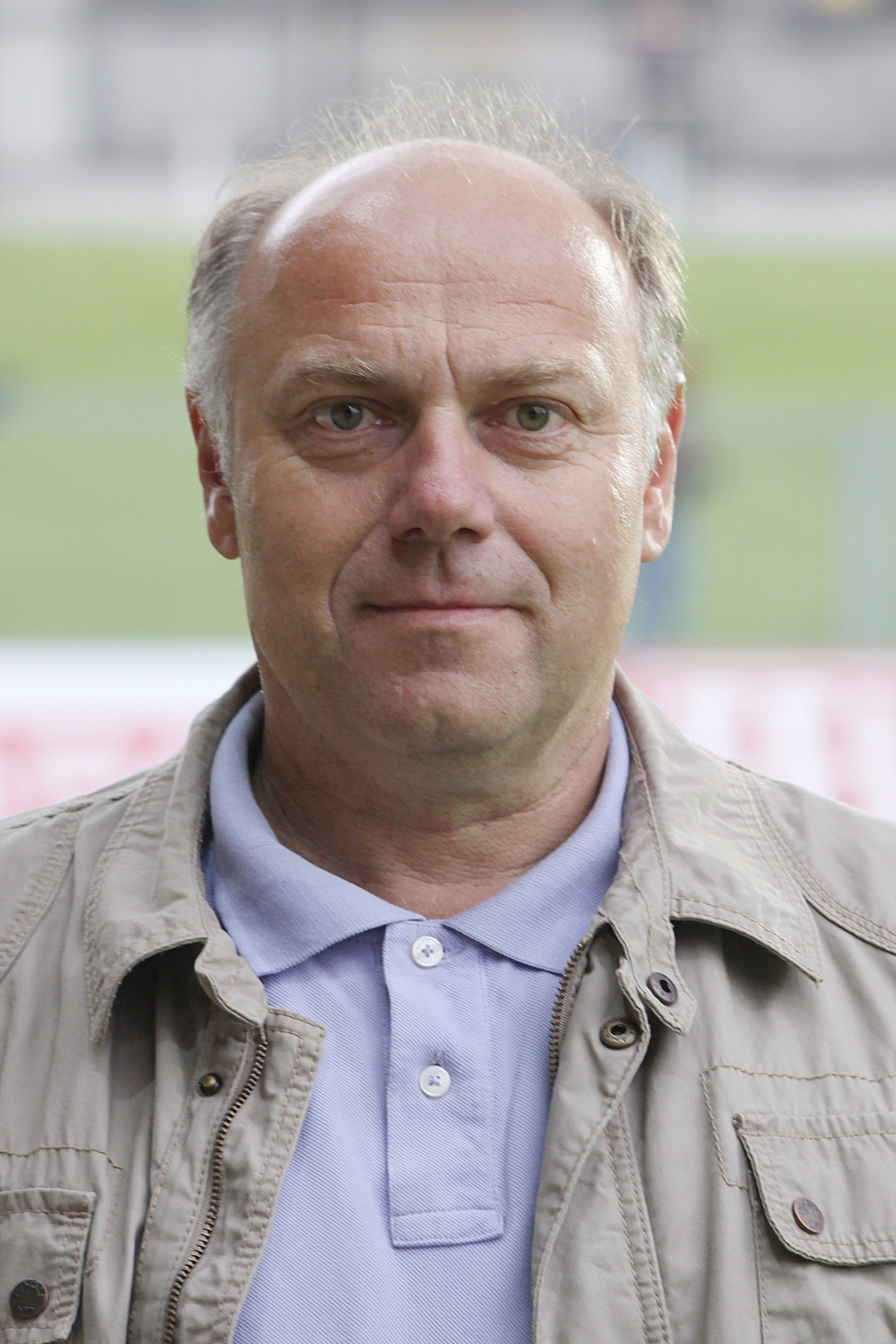
Manfred Schüttengruber

Manfred Schüttengruber (Linz, 19 januari 1960) is een voormalig voetbalscheidsrechter uit Oostenrijk, die actief was op het hoogste niveau van 1994 tot en met 2001. Zijn zoon Manuel trad in zijn voetsporen en maakte in 2010 zijn debuut in de hoogste afdeling van het Oostenrijkse voetbal, de Bundesliga.

## Interlands
| Datum            | Wedstrijd                        | Uitslag | Competitie        | Kreeg geel | Kreeg voor de tweede keer geel en dus rood | Weggestuurd |
| ---------------- | -------------------------------- | ------- | ----------------- | ---------- | ------------------------------------------ | ----------- |
| 19 augustus 1998 | Hongarije – Slovenië             | 2 – 1   | Vriendschappelijk | 7          | 0                                          | 0           |
| 14 oktober 1998  | Litouwen – Bosnië en Herzegovina | 4 – 2   | EK-kwalificatie   | 5          | 0                                          | 1           |
| 10 november 1998 | Slowakije – Polen                | 1 – 3   | Vriendschappelijk | 0          | 0                                          | 0           |
| 23 februari 2000 | Luxemburg – Noord-Ierland        | 1 – 3   | Vriendschappelijk | 2          | 0                                          | 0           |
| 6 oktober 2001   | Malta – Noord-Ierland            | 0 – 1   | WK-kwalificatie   | 1          | 0                                          | 0           |